# Familypedia
Familypedia является свободной общественной Wiki в области истории семьи и генеалогии. Как и все Wiki-проекты, это совместные усилия любителей генеалогии и семейной истории, на портале более 30.000 уникальных пользователей, имеющих свои собственные страницы среди 127.146 статей (прирост составлял более чем 2000 статей в месяц в течение 2012 года). Для более 19.000 из этих людей, имеется отображение соответствующих подстраниц с их генеалогическим происхождением, а также автоматически обновляемые диаграммы предков и потомков, и построенные похожим способом таблицы. Имеется более 200.000 страниц, в том числе более 9900 категорий по конкретным фамилиям. Это самая большая англоязычная Wiki, сосредоточенная на генеалогии, имеет 6 языковых версий (английская, французская, белорусская, белорусская (тарашкевица), литовская и русская).

## Хостинг и лицензия
Familypedia размещается на бесплатном вики-хостинге Wikia. Материалы проекта распространяются под лицензией CC-BY-SA.

## Программное обеспечение
Используемое программное обеспечение включает в себя Semantic MediaWiki и Semantic Drilldown.

## Известные личности и источники
В Familypedia нет критерий значимости семей и персон, но в ней есть много генеалогических древ известных семей (в том числе члены королевской семьи Франции, Германии и Великобритании) и людей (например, предки всех президентов США). Отношения в семье, как правило, описаны более подробно, чем на соответствующих страницах Википедии.
Форма ввода данных предлагает каждому автору новых статей заполнить список источников.

## Оценка
Эд Вест, писал в британской газете The Telegraph, описал сайт как «блестящую идею», имеющую потенциал для того, чтобы стать «чрезвычайно важным проектом», если достигнет необходимой критической массы. В ноябре 2010 года, популярный блогер в области генеалогии Дик Естман в 17-пунктном обзоре Familypedia оценил её как по большей части благоприятный проект.